# Hontoria de la Cantera
Hontoria de la Cantera – gmina w Hiszpanii, w prowincji Burgos, w Kastylii i León, o powierzchni 19,39 km². W 2011 roku gmina liczyła 135 mieszkańców.